# Prince Unauthorized
Prince Unauthorized è un documentario non autorizzato del 1992, che parla del cantante e musicista statunitense Prince.